# Stowarzyszenie Śpiewacze Męski Chór „Hasło” w Bydgoszczy
Stowarzyszenie Śpiewacze Męski Chór „Hasło” w Bydgoszczy – polski chór męski w Bydgoszczy.

## Historia
Chór założono 2 października 1920 roku pod nazwą „Koło Śpiewacze Kolejarzy w Bydgoszczy”. Zespół złożony był z pracowników Warsztatów Kolejowych. W grudniu 1920 roku chór został przyjęty do bydgoskiego okręgu Związku Kół Śpiewaczych, a 15 stycznia 1921 roku dał swój pierwszy koncert. Pierwszym prezesem był Franciszek Hoffman, a dyrygentem Bronisław Mrugowski.
W okresie międzywojennym chór uświetniał swoimi występami wiele uroczystości nie tylko w Bydgoszczy, ale także m.in. w Poznaniu, Gdańsku i Gdyni. W 1927 r. uczestniczył w obecności prezydenta Ignacego Mościckiego w odsłonięciu pierwszego w Polsce pomnika Henryka Sienkiewicza w Bydgoszczy. Dyrygentem w czasie tej uroczystości był Feliks Nowowiejski.
W 1930 r. zespół liczył 90 czynnych członków i został zakwalifikowany do I kategorii chórów. W tym roku przyjął nazwę „Hasło” – od hymnu, który skomponował Feliks Małecki do słów satyryka Jana Sztaudyngera. Pracując pod kierunkiem takich dyrygentów, jak; Franciszek Adamski, Engelbert Mulorz, Franciszek Masłowski, Leon Jaworski i Czesław Kabaciński, dysponował bogatym repertuarem, głównie polskich, pieśni S. Moniuszki, F. Nowowiejskiego, Z. Noskowskiego. W latach 30. uznano go za reprezentacyjny zespół Wielkopolskiego Związku Kół Śpiewaczych. W 1935 r. czynnie uczestniczył w otwarciu Pomorskiej Rozgłośni Polskiego Radia, a także uzyskał II miejsce na konkursie chóralnym we Lwowie. Rok 1939 uznawany jest za czas szczytowych osiągnięć chóru w okresie międzywojennym. Dyrygentem zespołu został Władysław Wittstock, jeden z najznakomitszych wówczas i w przyszłości dyrygentów „Hasła”.
W latach II wojny światowej zginął w obozie koncentracyjnym w Stutthoffie założyciel „Hasła” i jego długoletni prezes - Franciszek Hoffmann.
Działalność chóru wznowiono po wojnie w lutym 1945 roku. W tym czasie zespół liczył około 70 czynnych członków. Długoletnim dyrygentem  i kierownikiem zespołu został Władysław Wittstock, a po nim m.in.: Franciszek Zieliński, Zbigniew Droszcz, Józef Szurka, Antoni Rybka, Jan Przybylski, Mariusz Kończal, Radosław Wilkiewicz,  Ilona Ejsmont, Monika Witkiewicz, Joanna Woźna, Jolanta Rybka. Chór związany był nadal z Zakładami Naprawczymi Taboru Kolejowego w Bydgoszczy. Zespół uświetniał wiele uroczystości i świąt państwowych, brał udział w zjazdach amatorskiego ruchu śpiewaczego oraz występował za granicą uzyskując wiele nagród i wyróżnień. W 1990 r. śpiewał w Castel Gandolfo dla papieża Jana Pawła II.

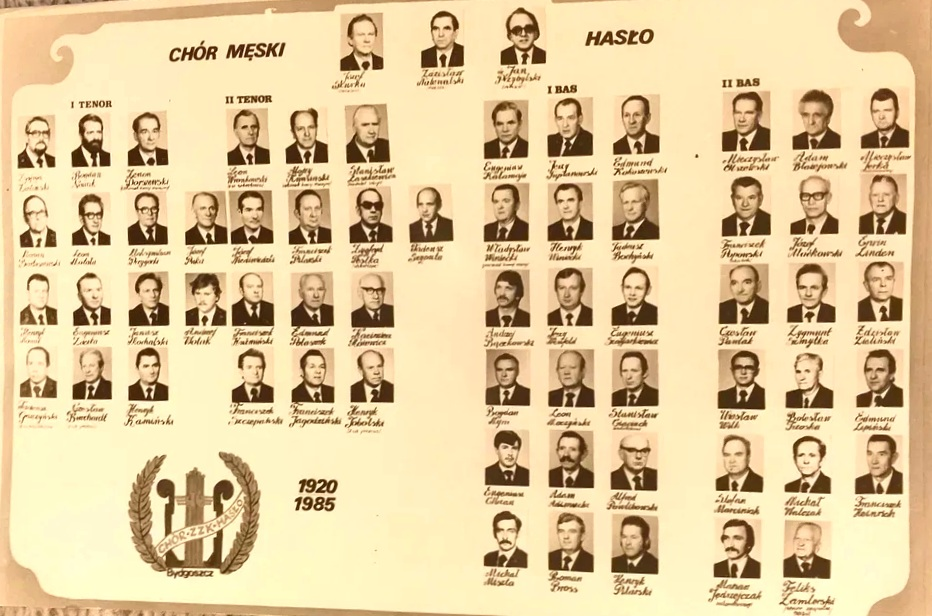
Chór ZZK Hasło Bydgoszcz - tableau

W 1997 r. chór przestał być finansowany przez Zakłady Naprawcze Taboru Kolejowego w Bydgoszczy. Od tego czasu chór „Hasło” istnieje jako niezależny zespół posiadający osobowość prawną. 

## Nagrody
Chór uzyskał wiele nagród i wyróżnień polskich i zagranicznych, z których najcenniejsza jest Złota Odznaka Honorowa z Laurem nadana przez Zarząd Główny Polskiego Związku Chórów i Orkiestr.